# IK Viking Rønne Atletik og Motion
IK Viking Atletik og Motion – eller i daglig til Viking Atletik – er en Bornholmsk atletikklub. Klubben er en underafdeling af idrætsklubben Viking Rønne, som er en af de største på Bornholm. 
Klubben blev oprettet d. 3. maj 1907, men atletikafdelingen kom først ind i 1913 og først for alvor i 1947.
Klubbens mest markante navne er løberne Torben Juul Nielsen og Anna Holm Jørgensen, men også ungdomsudøvere som kuglestøderen Andreas Jørgensen og mellemdistanceløberen Katrine Kofoed har gjort sig bemærket.
- Klubben arrangerer hvert år Etape Bornholm.